# Xã Plumer, Quận Divide, Bắc Dakota
Xã Plumer (tiếng Anh: Plumer Township) là một xã thuộc quận Divide, tiểu bang Bắc Dakota, Hoa Kỳ. Năm 2010, dân số của xã này là 11 người.